# Belleville-et-Châtillon-sur-Bar
Belleville-et-Châtillon-sur-Bar é uma comuna francesa na região administrativa de Grande Leste, no departamento Ardenas. Estende-se por uma área de 21,25 km². Em 2010 a comuna tinha 304 habitantes (densidade: 14,3 hab./km²).